# Сан Калоджеро
Сан Кало̀джеро (на италиански: San Calogero) е малко градче и община в Южна Италия, провинция Вибо Валентия, регион Калабрия. Разположено е на 261 m надморска височина. Населението на общината е 4408 души (към 2012 г.).